# Jacques Jaujard
Pour les articles homonymes, voir Jaujard.
Jacques Jaujard, né le 3 décembre 1895 à Asnières-sur-Seine et mort le 22 juin 1967 à Paris (14e arrondissement), est un haut fonctionnaire français de l'administration des Beaux-Arts.

## Biographie

### Le journaliste
Jacques Jaujard naît dans une famille protestante, fils d'Henri Jaujard et de Marie-Denise Delieux. Lorsque éclate la Première Guerre mondiale, il est engagé volontaire au mois d'octobre 1914. Réformé en avril 1915 pour maladie contractée au service, il devient journaliste en 1917 et collabore à L'Intransigeant puis à L'Œuvre, où il s'occupe successivement de la rubrique économique puis de la grande information. Il travaille également pour L'Ère nouvelle et Bonsoir.

### Dans les cabinets ministériels
Secrétaire de Paul Painlevé en 1922, il est, en 1924, chef adjoint du cabinet du président de la Chambre des députés, puis, en 1925, chef de cabinet du président du Conseil, ministre de la Guerre.

### Au service des musées nationaux
Secrétaire général des Musées nationaux en 1925, sous-directeur des Musées nationaux en 1933, il est nommé directeur des Musées nationaux et de l'École du Louvre en 1940. Il met notamment en œuvre la réorganisation de l’École du Louvre, la réforme du statut des musées nationaux et communaux, la création de l’Inspection générale des musées de province, première étape de la décentralisation artistique, et anime les expositions officielles qui se tiennent à Paris dans les années 1930 à 1950.

#### La sauvegarde des collections du musée du Louvre pendant la Seconde Guerre mondiale
Pendant la guerre civile espagnole, il veille à l’évacuation des collections du musée du Prado et d’autres trésors menacés. Durant l'Occupation il tente sans succès de faire accepter aux Allemands l'établissement d'un inventaire des œuvres en partance. Avec René Huyghe et Maurice Sérullaz, il organise, contre les injonctions du gouvernement de Vichy, le déménagement et la mise en sûreté en province (Chambord, château de Sourches, Midi, château de Saint-Blancard (Gers), abbaye de Loc-Dieu (Aveyron), etc.) des œuvres d'art du musée du Louvre, en lien avec les conservateurs Germain Bazin, André Chamson et René Huyghe. Il contribue à la sauvegarde des collections d'art publiques et privées (collection Maurice de Rothschild), et encourage l'action de Rose Valland au musée du Jeu de Paume.
Le comte Franz von Wolff-Metternich qui dirige la Kunstschutz en France occupée de 1940 à 1942 ferme les yeux sur ses activités. Toutefois dans la deuxième partie de la guerre, Jacques Jaujard doit se cacher et se réfugie en Lozère.

#### Préparer l'après-guerre
Membre de la Résistance et du Grand Orient de France, il fait la rencontre de l’actrice Jeanne Boitel qui, espionne sous le nom de « Mozart », lui a été envoyée par la Résistance, pour discuter du sort des œuvres qu’il a dissimulées. Ils tombent amoureux l'un de l'autre.
À la Libération il est accusé d'avoir caché des soldats allemands au Louvre, il est sauvé par le témoignage de Robert Rey conservateur et également membre du NAP.

### Directeur des Arts et Lettres
En octobre 1944, à la Libération, il est nommé directeur général des Beaux-Arts, puis, en décembre, directeur général des Arts et des Lettres. Il réforme les théâtres nationaux, crée la Caisse nationale des lettres et les centres dramatiques de province.

### Secrétaire général du ministère des Affaires culturelles
En juillet 1959, à la création du Ministère d'État chargé des Affaires culturelles confié à André Malraux, Jaujard en devient le secrétaire général. Il a pour mission de coordonner les différents services placés sous l’autorité du ministre : Arts et Lettres, Théâtres nationaux, Monuments historiques, Cinémas, Propagande touristique, Éducation populaire. Il fait valoir ses droits à la retraite en juin 1961 mais devient conseiller d’État en service extraordinaire et directeur général honoraire des Arts et Lettres. Il préside parallèlement l'Association française d'action artistique (AFAA) jusqu'en 1967. À partir de 1962, il est chargé de l'organisation de toutes les expositions en France et à l'étranger, avec le concours des services dépendant du ministère des Affaires culturelles.
En février 1964, il devient membre du comité d'étude pour la préparation du second plan quinquennal d’expansion culturelle du ministère des Affaires étrangères. En septembre 1964, il est membre du Conseil économique et social, au sein de la section de l’adaptation à la recherche technique et de l’information économique, au titre des personnalités qualifiées dans le domaine économique, social, scientifique ou culturel. Fin 1966, il est brusquement débarqué par Malraux qui lui promet un nouveau poste qui n’arrivera jamais. Dix mois plus tard, il meurt le 22 juin 1967 à Paris d’une embolie pulmonaire.

### Vie privée
Né dans une famille protestante, il est déjà marié lorsqu’il fait la connaissance de Jeanne Boitel, célèbre comédienne française engagée dans la Résistance, avec qui il doit travailler à répertorier les œuvres volées par les Allemands et celles qu’il a dissimulées. Jacques Jaujard tombe amoureux de l'actrice et il divorcera plusieurs années après leur rencontre pour pouvoir l'épouser. Ils eurent un fils, François-Xavier Jaujard (1946-1996), qui fut traducteur et éditeur.

## Distinctions et hommages
- Grand officier de la Légion d'honneur (1958)
- Médaille de la Résistance française (1946)

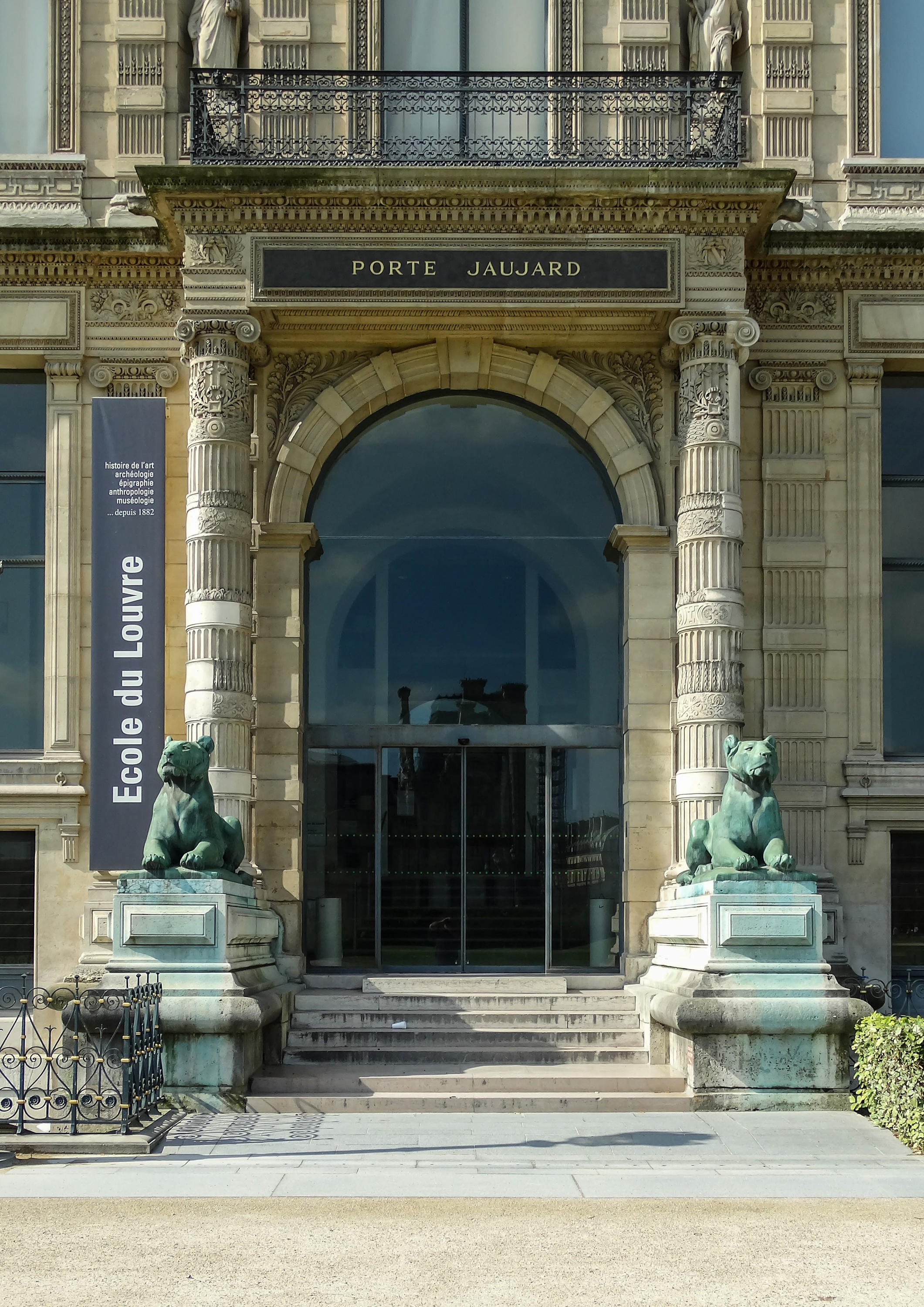
La porte Jaujard de l'École du Louvre.

- Commandeur de l'ordre des Arts et des Lettres (1957) de plein droit en tant que membre du conseil de l'ordre des Arts et des Lettres[9]
- Commandeur de l'ordre de l'Économie nationale en qualité de « conseiller d'État en service extraordinaire » (1963)[10]
- La 47e promotion de l'IRA de Lille porte les noms de Jacques Jaujard et Rose Valland
- Il est élu, en décembre 1955, à l'académie des Beaux-Arts, au fauteuil de Lucien Lacaze
- L'entrée principale de l'École du Louvre porte le nom de Jacques Jaujard

La Revue des musées de France publie en 1967 un hommage d'André Chamson à Jacques Jaujard qui se conclut ainsi :

« Guerre finie, après la libération et la victoire, quand je suis revenu de la Première Armée — que j'avais pu rejoindre avec l'accord de Jacques Jaujard, agissant déjà au nom de la patrie en train de se libérer — nous sommes allés faire une visite de politesse aux gens qui avaient accepté de le cacher, dans leur ferme perdue aux plis du Mont Lozère.
Je retrouve sur mes lèvres le goût de l'air frais du matin. Je revois la ferme devant nous, à onze cents mètres d'altitude, comme un bloc de granit noir sur une coupole de cristal. Je me souviens d'avoir dit à Jacques : « Nous voilà dans la République des Sources ». J'appelle ainsi ces lieux perdus où l'on a le sentiment de toucher à la pureté des choses et d'entrer dans un monde sans laideurs et sans bassesses. Autour de nous, tout sentait la liberté, la dignité qui n'a pas besoin de se faire orgueil pour être présente, le contentement de la tâche faite.
Jacques Jaujard était sensible à toutes ces choses et les recevait comme le cadeau de nos hôtes, humbles gens des montagnes qui, eux aussi, pendant ces quatre années, avaient fait ce qu'ils devaient faire.
Aujourd'hui, dans mon chagrin, je me dis que la mort d'un homme comme Jacques Jaujard n'est, peut-être, qu'une autre visite à cette République des sources, sans laideurs et sans bassesses »

## Filmographie
- Un documentaire retraçant le déménagement des œuvres du Louvre pendant la guerre lui rend hommage le 31 octobre 2014 sur France 3[8].
- Le film Francofonia, à la fois fiction et documentaire, réalisé par Alexandre Sokourov, évoque également, en utilisant des images d'archives, le rôle qu'il a joué dans la sauvegarde du patrimoine artistique du Louvre.
- Jean-Pierre Devillers et Pierre Pochard : Illustre et Inconnu. Comment Jacques Jaujard a sauvé le Louvre (2015, 57 min)
- Jacques Jaujard est le personnage principal du Serious Game Sauvons le Louvre ! réalisé en partenariat avec France Télévision, qui propose de revivre les enjeux de la conservation du patrimoine culturel en temps d’occupation Nazie.

### Sources
Aux Archives nationales :
- Dossier de documentation de la direction des Renseignements généraux, sous la cote F/7/15530/B, no 17102.
- Dossier de pension, sous la cote F/17/27852.
- Dossier de Légion d'honneur, sous la cote 19800035/875, dossier 2725
- Archives du secrétariat du directeur général des Arts et des Lettres (DGAL) (1944-1955) F/21/8457-F/21/8647.